# Pylyp Orlyk
Pylyp Orlyk případně počeštěně Filip Orlík (ukrajinsky Пилип Орлик; polsky Filip Orlik; 21. října 1672, Kosuta – 24. května 1742, Jasy) byl ukrajinský hejtman v letech 1710–1742. Do dějin vešel především jako účastník Severní války, ve které se po zklamání v imperialistické politice Petra I. přidal na stranu antimoskevské koalice, vedené švédským králem Karlem XII. Po porážce koalice u Poltavy odešel do emigrace, kde zemřel ve městě Jasy. Je autorem Ústavy Filipa Orlika, jedné z prvních evropských ústav.
Studoval Vilniuskou jezuitskou akademii a Kyjevsko-mohyljanskou akademii.

## „Český“ původ
Některé zdroje uvádějí, že Pylyp Orlyk byl českého původu. Jedná se však o velmi vzdálené předky – katolickou rodinu, která v 15. století za husitských válek emigrovala z Čech, nejprve do Polska.